# William Turner Thiselton-Dyer
William Turner Thiselton-Dyer, född den 28 juli 1843 i Westminster, död den 23 december 1928 i Witcombe nära Gloucester, var en engelsk botanist. Auktorsnamnet Dyer kan användas för William Turner Thiselton-Dyer i samband med ett vetenskapligt namn inom botaniken; se Wikipediaartiklar som länkar till auktorsnamnet.
Thiselton-Dyer blev 1870 professor i botanik vid Royal College of Science for Ireland, 1875 biträdande direktör vid Royal Botanic Gardens i Kew, under sin svärfar Joseph Dalton Hooker, och var direktör där 1885-1905. Han invaldes som Fellow of the Royal Society 1880 och erhöll Clarkemedaljen 1892. Thiselton-Dyer fortsatte utgivningen av Harvey och Sonders Flora capensis (påbörjad 1859) och Olivers Flora of tropical Africa (påbörjad 1868) med mera.